# Железнодорожный транспорт в Словакии

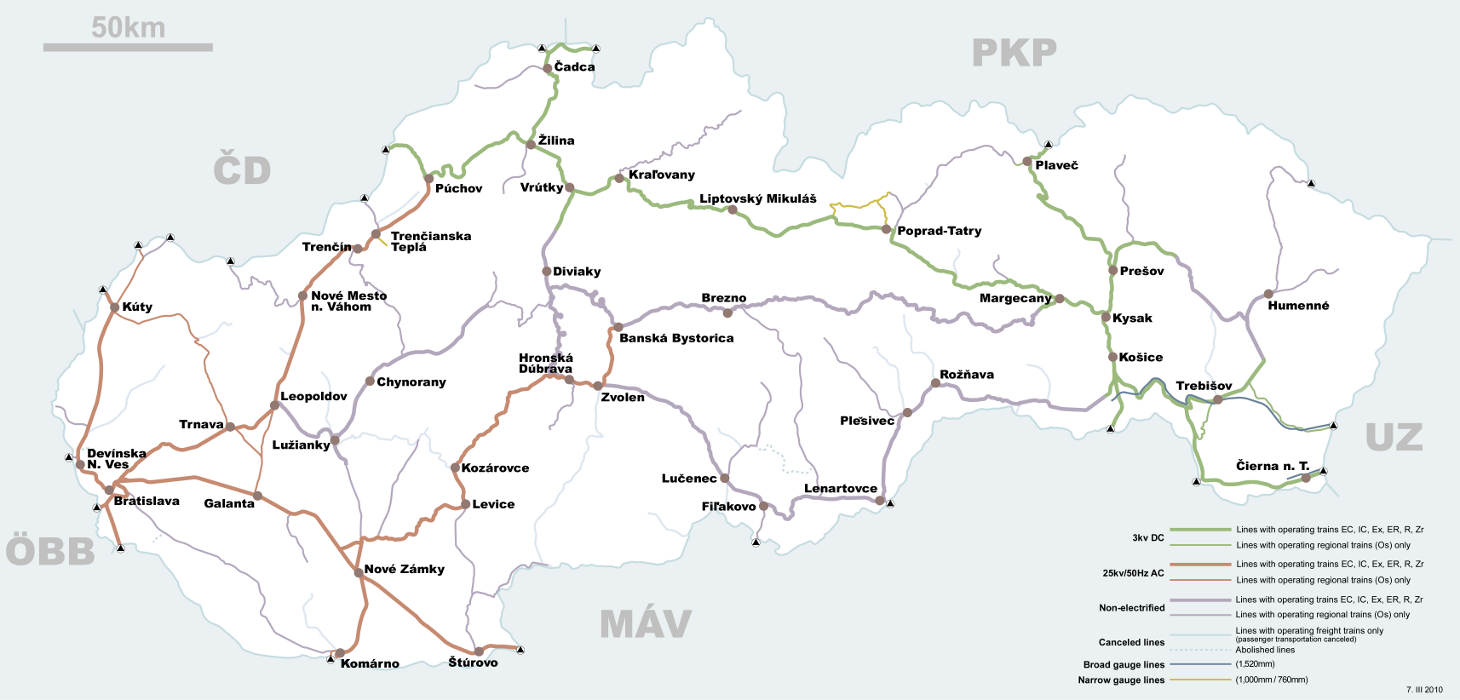
Железнодорожная сеть "Словацких железных дорог"

Железнодорожный транспорт появился в Словакии 21 сентября 1840 года, с открытия железнодорожной ветки из Братиславы в Светы Юр (на лошадиной тяге). 20 августа 1848 открыта первая ветка в Вену на паровой тяге.
Компания Словацкие железные дороги была организована в 1993 году.
Словакия является членом Международного союза железных дорог. Код страны для Словакии — 56.

## Компании
- Словацкие железные дороги (ŽSR) - государственная железнодорожная компани
- Čierny Hron Railway (ČHŽ) - узкоколейная железная дорога, принадлежит деревням размещенным вдоль путей ČHŽ
- The Historical Logging Switchback Railway in Vychylovka (HLÚŽ или OKLŽ) - узкоколейная железная дорога. Владельцем является музей в деревне Кусуце
- Nitra Agricultural Museum Railway (NPŽ) - узкоколейная железная дорога
- Železničná spoločnosť Slovensko a. s. (ZSSK) - пассажирская государственная железнодорожная компания
- Železničná spoločnosť Cargo Slovakia a. s.(ZSSK Cargo or ZSCS) - грузовая государственная железнодорожная компания

## Статистика
- Длина сети: 3658 км.
- Электрифицировано: 1577 км.
- Ширина колеи составляет — 1 435 мм.

## Железнодорожное сообщение с соседними странами
- Австрия
- Чехия
- Венгрия
- Польша
- Украина